# Свема
ВАТ «АК „Све́ма“» (колишнє — ВО «Свема») — радянське та українське підприємство з виробництва кіно-, фото- та рентген-плівки, фотопаперу, магнітофонних стрічок та касет. Розташоване в місті Шостка.

## Історія
На XV з'їзді партії місцем будівництва першої радянської фабрики з виробництва кіноплівки вибрано місто Шостка. У вересні 1930 року директором недобудованої фабрики призначили Храута Віктора Фоміча.
1 жовтня 1931 року фабрика запрацювала. 1934 року на фабриці почали виготовляти плівку для звукозапису та рентген-плівку. Вже 1937 року на плівку, виготовлену на фабриці, був знятий фільм Великий громадянин — перший радянській художній фільм повністю знятий на радянську кіноплівку. 1938 року почали виготовляти кольорову плівку.
Під час Другої світової війни фабрика була вивезена до Красноярську. 1954 року було відкрито цех з виробництва магнітних стрічок. З 1965 року «Свема» — марка і товарний знак підприємства.
Назва «Свема» утворена початковими буквами слів словосполучення «Світлочутливі матеріали» (рос. «Светочувствительные материалы»).
Шосткинське науково-виробниче об'єднання «Свема» вважалося асом з високих технологій в області тонкої хімії. І спеціалізувалося на випуску професійних і аматорських кіно- і фотоплівок, магнітних стрічок для аудіо-, відео-, комп'ютерної техніки, а також аерокосмічних фотоплівок, радіографічних плівок, що склеюють стрічки, поліграфічних фарб. Продукція призначалася як для цивільного, так і для військового сектора. Поставлялася в країни РЕВ і країни, що розвиваються.

## Сьогодення
До 1996 року підприємство ефективно працювало.
З 2004 року ВАТ «АК „Свема“» знаходився у процедурі санації, яка передбачала залучення інвесторів для організації виробництва на промисловому майданчику підприємства як на базі наявних об'єктів і технологій, так і шляхом створення нових виробництв, але полив чорно-білої плівки відбувався до 2010-х років.
Останній полив магнітної стрічки відбувся 2014 року на замовлення компанії Аструм.
На 31 травня 2019 року Міністерством юстиції України призначено аукціон з продажу майна ВАТ «АК „Свема“». Більшість виробничого обладнання, зокрема комплекс поливу магнітних стрічок, викупила компанія Аструм, яка у 2020 випустила фотоплівку під брендом «Astrum Foto».

## Асортимент продукції
На підприємстві випускались:
- 8-мм кіноплівка 1×8, 2×8, 2×8С, 1×8С в одноразових касетах;
- 16-мм кіноплівка з двосторонньою перфорацією;
- 16-мм неперфорована фотоплівка для фотоапаратів типу «Київ-Вега»;
- 35-мм фотоплівка типу 135 негативна, позитивна і для Мікрофільмування;
- 60-мм фотоплівка типа 120;
- Листова негативна фотоплівка різних форматів;
- 35-мм кіноплівка всіх сортів: негативна, позитивна, контратипна;
- 70-мм кіноплівка для широкоформатного кінематографа;
- Листова фототехнічна плівка різних сортів;
- Магнітні стрічки різних типів.

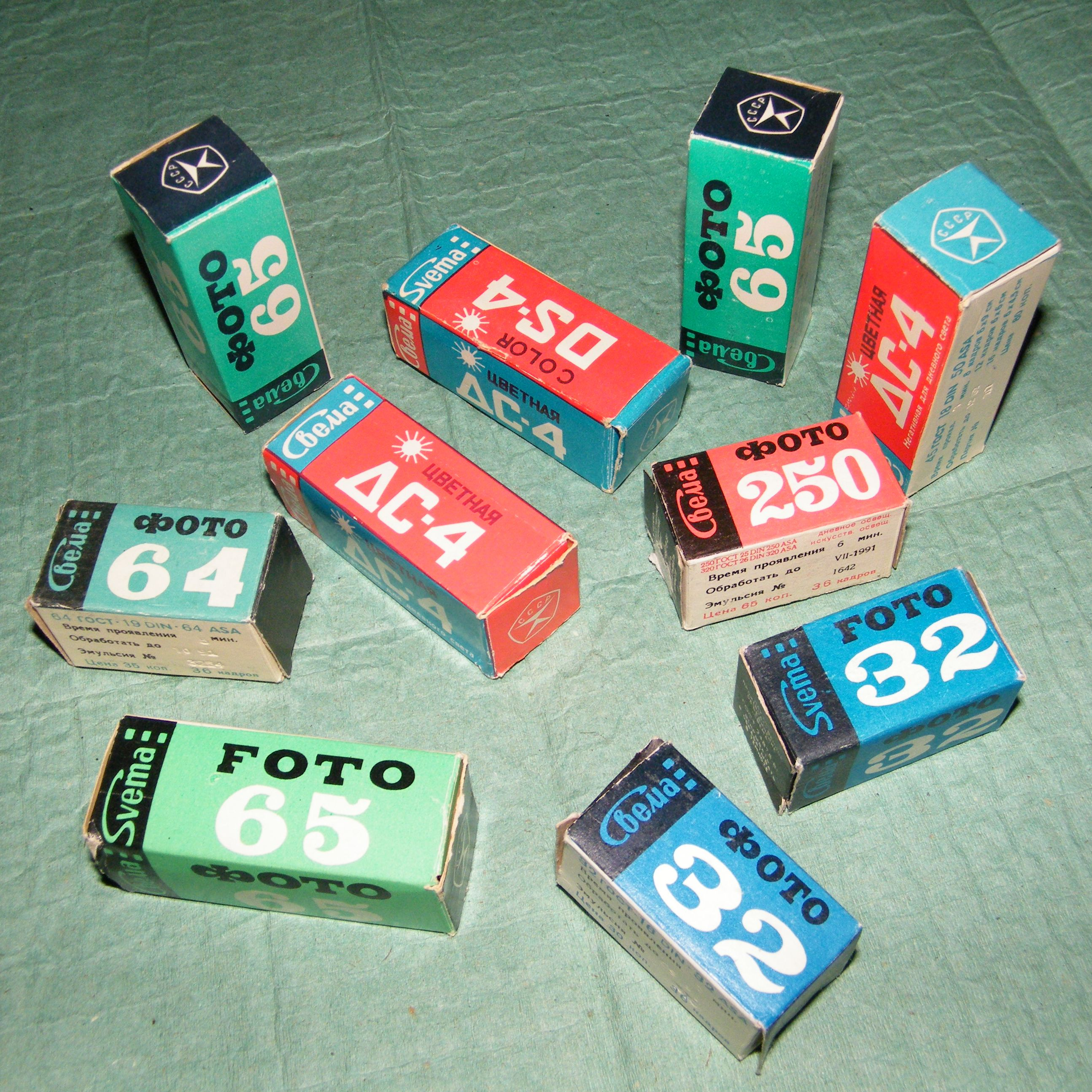
Чорно-білі фотоплівки ФОТО-65 і ФОТО-64, кольорова фотоплівка ДС-4
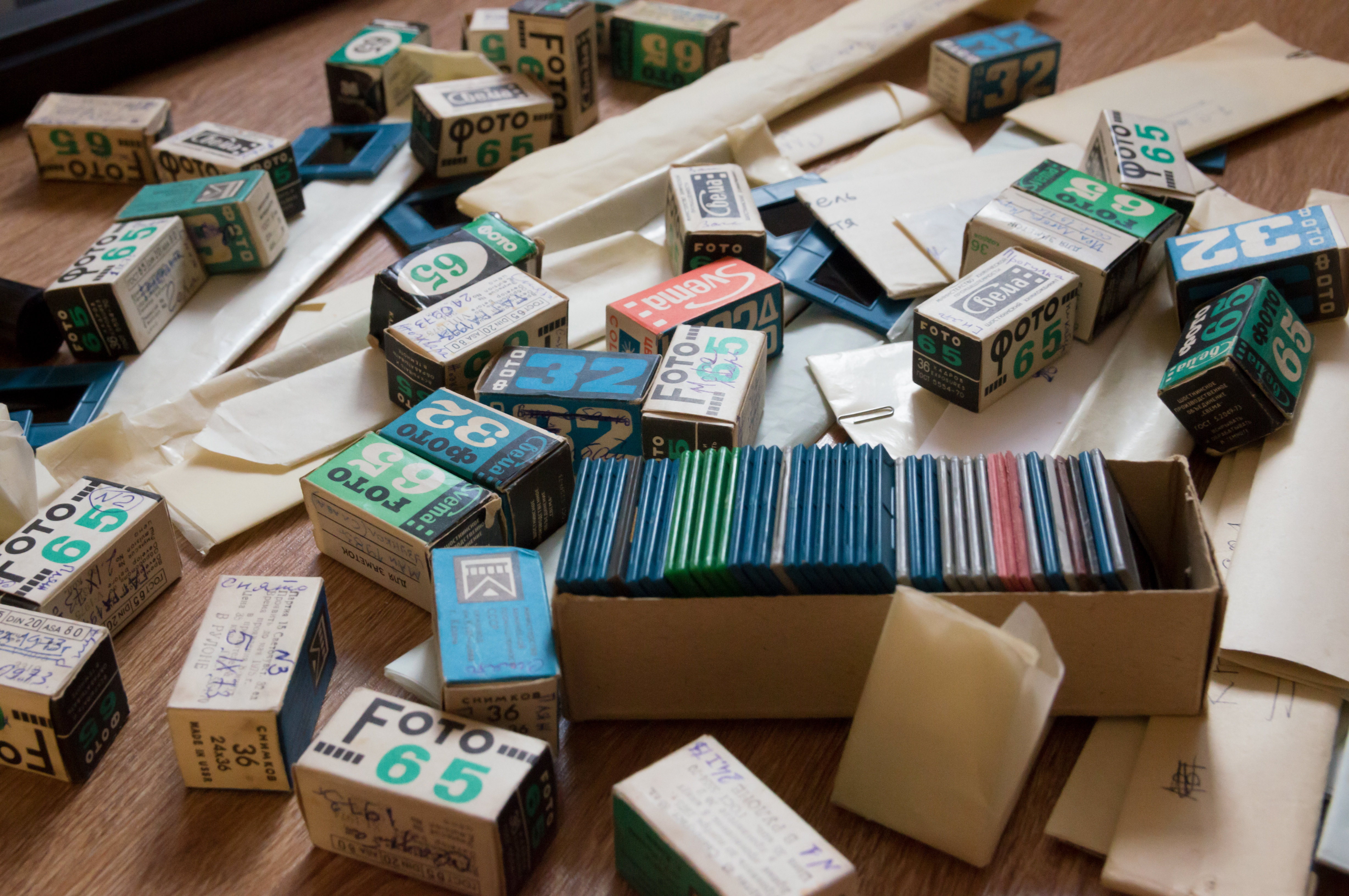
Чорно-білі фотоплівки ФОТО-32 і ФОТО-65
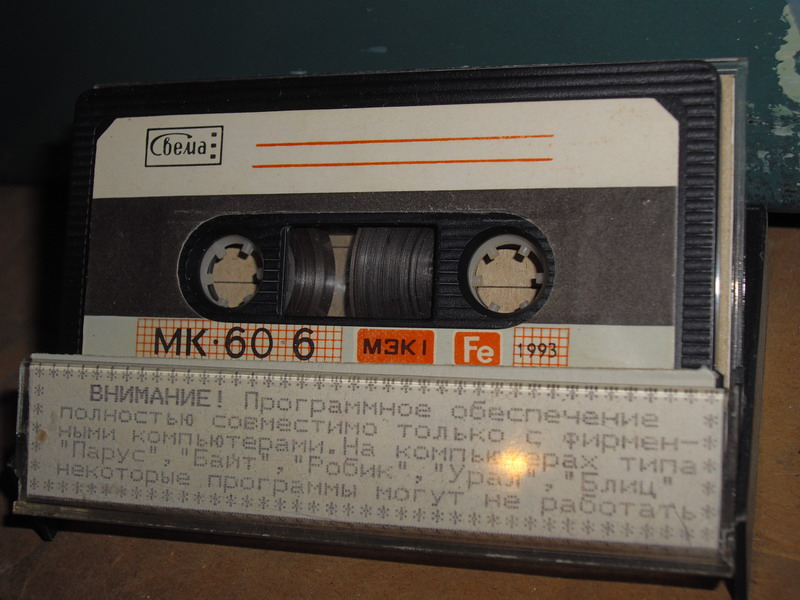
Касета магнітофонна «Свема» МК-60-6 (1990 рік)
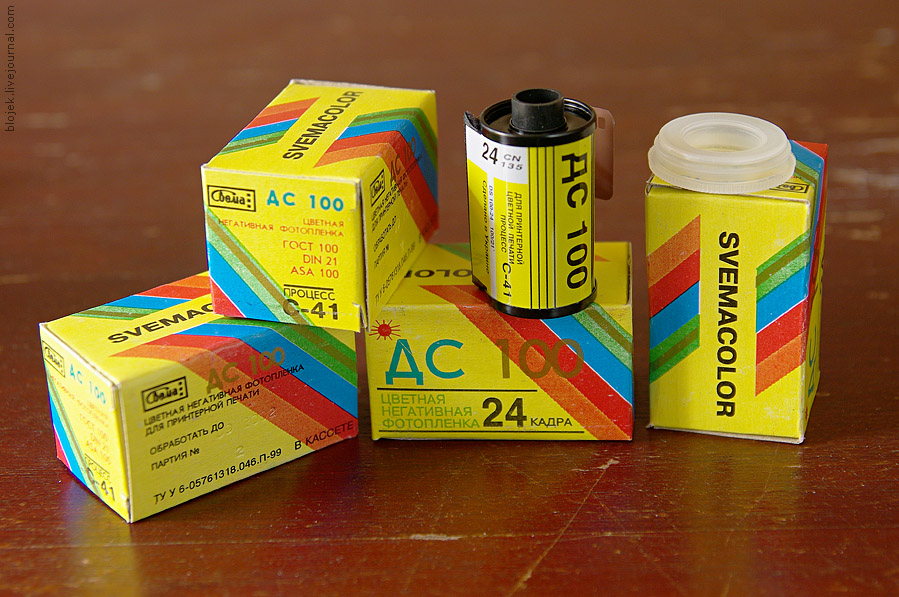
Фотоплівка ДС-100, процес C-41 (2000 рік)
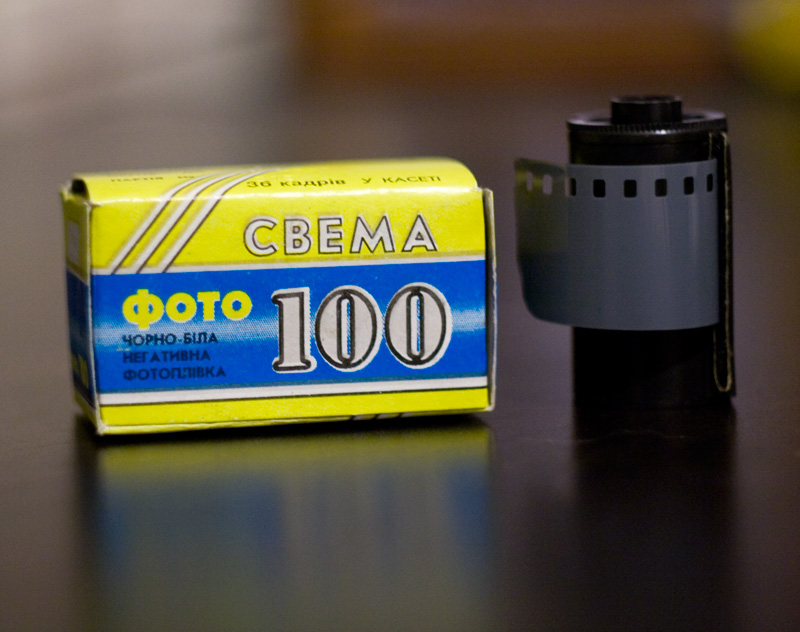
Фотоплівка ФОТО-100 (2009 рік)
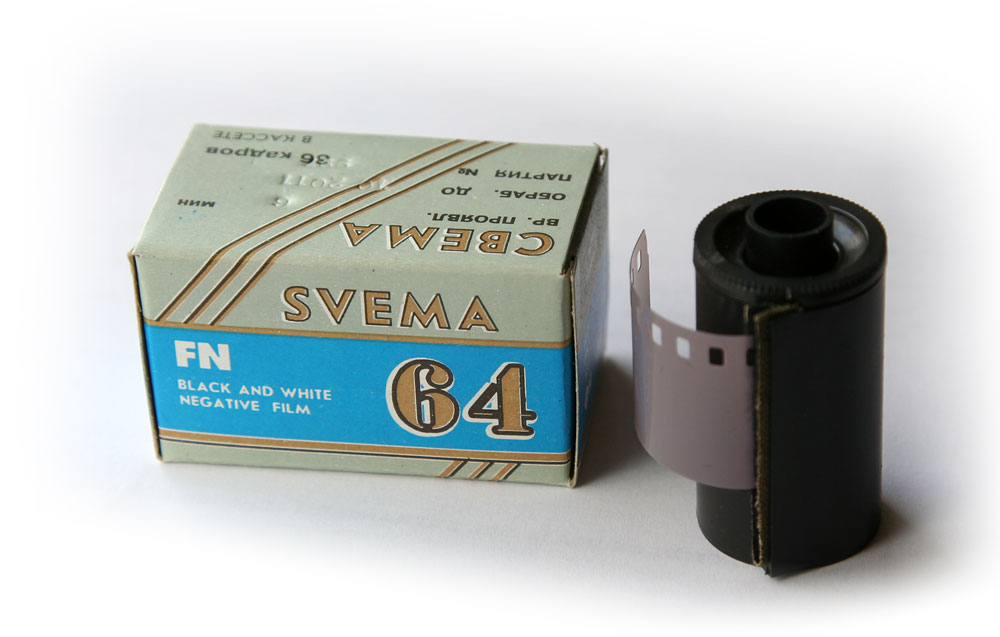
Фотоплівка ФН-64 (2009 рік)
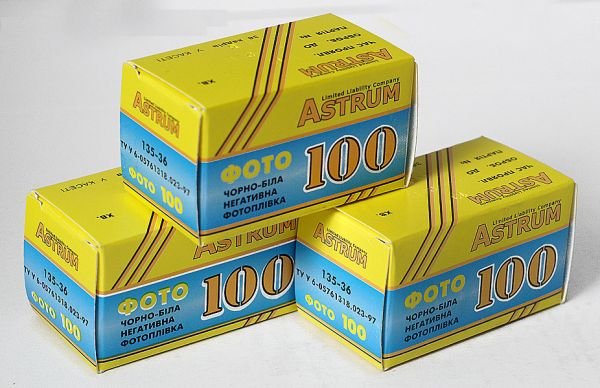
Фотоплівка ФОТО-100 (2012 рік, ЛТД Аструм)

## Використання
На магнітні стрічки «Свема» були записані більшість аудіокасет відомих радянських естрадних співаків, а на кіноплівку знята переважна більшість радянських кінофільмів. Серед яких:
- Щорс;
- Велика заграва;
- Груня Корнякова;
- Сорочинський ярмарок.
- Голка